# DEAD END Tribute -SONG OF LUNATICS-
『DEAD END Tribute -SONG OF LUNATICS-』（デッドエンド・トリビュート ソング・オブ・ルナティックス）は、DEAD ENDのトリビュート・アルバム。2013年9月4日、motorod（avex trax）より発売、初回生産分のみ箔押しジャケット仕様。10月2日、mu-mo・レコチョク・ドワンゴ・iTunes Store他より配信開始(「冥合」のみiTunes Storeでの単曲配信が10月23日より配信)。

## 概要
DEAD ENDに影響を受けたとされるミュージシャン達によるカバー曲集。プロデューサーは大島暁美（ライター）、岡野ハジメ（音楽プロデューサー）。DEAD ENDのトリビュート盤制作の話は10年以上前から出ていたが、バンドが解散後であったため2度ほど流れていた。2009年の再結成後、2012年にDEAD ENDがメジャーデビュー25周年を迎えるとともに再度話が持ち上がり、制作・リリースの運びとなった。アーティストが個人単位で参加している曲が多いがこれは「せっかくこれだけ大好きって言ってくれる人がいるんだから、本当に好きな人だけに頼もう」という大島の意図から。そのためスケジュールの関係上で個別にレコーディングすることになっていたこともあり、バンド単位での参加曲を除いて基本的には原曲に忠実なアレンジとなっている。

## 収録曲・参加アーティスト
1. Embryo Burning (作詞:MORRIE/作曲:YOU) 『shámbara』(1988年)収録 – 4:36
  - Vo: HYDE (L'Arc〜en〜Ciel/VAMPS)
  - G: HIRO (La'cryma Christi/Creature Creature)
  - B: 岡野ハジメ
  - Dr: Shinya (DIR EN GREY)
  - キーボード・プログラミング/マニピュレート: 小池敦・岡野ハジメ
2. I Can Hear The Rain (作詞:MORRIE/作曲:YOU) 『shámbara』収録 – 5:06
  - Vo: RYUICHI (LUNA SEA)
  - G: 咲人 (NIGHTMARE)
  - B: SHUSE (†яi¢к/La'cryma Christi)
  - Dr: Shuji (Janne Da Arc)
3. The Godsend (作詞・作曲:MORRIE) 『GHOST OF ROMANCE』(1987年)収録 – 6:11
  - Vo: 清春 (黒夢/SADS)
  - G: 峰正典 (OLIVE SUNDAY/Quintillion Quiz/the MARCY BAND)
  - B: 沖山優司 (ex.BEEF/ex.ジューシィ・フルーツ)
  - Dr: 秋山タカヒコ (Downy)
  - プロデュース: 清春
  - アレンジ: 三代堅 (ex.M-AGE)
4. Night Song (作詞:MORRIE/作曲:"CRAZY" COOL- JOE) 『shámbara』収録 – 4:08
  - Vo: 栄喜 (SIAM SHADE)
  - G: 室姫深 (SUSIE LOVE/AA=/ex.THE MAD CAPSULE MARKETS/ex.DIE IN CRIES/ex.BLOODY IMITATION SOCIETY/ex.BUG/ex.Creature Creature)
  - B: tetsuya (L'Arc〜en〜Ciel/TETSUYA)
  - Dr: 山崎慶 (Venomstrip/DEAD ENDサポート)
  - キーボード・プログラミング/マニピュレート: 小池敦・岡野ハジメ
5. Serafine (作詞:MORRIE/作曲:YOU)『ZERO』 (1989年)収録 – 5:53
  - Vo: 宝野アリカ (ALI PROJECT)
  - G: SUGIZO (LUNA SEA/X JAPAN/JUNO REACTOR)
  - B: TOKIE (unkie /LOSALIOS/ACE OF SPADES/THE LIPSMAX/Heavenstamp)
  - Dr: ササブチヒロシ (東京酒吐座/Creature Creature/MORRIEソロ・baroqueサポート)
  - キーボード・プログラミング/マニピュレート: 小池敦・岡野ハジメ
6. So Sweet So Lonely (作詞:MORRIE/作曲:YOU,岡野ハジメ) 『ZERO』収録 – 5:16
  - Vo: yasu (Janne Da Arc/Acid Black Cherry)
  - G: Shinobu (Creature Creature/The LEGENDARY SIX NINE)
  - B: 人時 (黒夢/Creature Creature/akiサポート)
  - Dr: 真矢 (LUNA SEA)
  - キーボード・プログラミング/マニピュレート: 小池敦・岡野ハジメ
7. Spider In The Brain (作詞:MORRIE/作曲:TAKAHIRO) 『DEAD LINE』(1986年)収録 – 4:45
  - Vo: 高野哲 (ZIGZO/nil/THE JUNEJULUAUGUST/インディーズ電力)
  - G: you (Janne Da Arc)
  - B: FIRE (the Badasses/the MARCY BAND/MORRIEソロ・矢井田瞳サポート)
  - Dr: MOTOKATSU MIYAGAMI (ex.THE MAD CAPSULE MARKETS/ACE OF SPADES)
8. Dress Burning (作詞:MORRIE/作曲:YOU) 『METAMORPHOSIS』(2009年)収録 – 4:17
  - Vo: 越中睦士 (†яi¢к/Λucifer)
  - G: HIZAKI (ex.Versailles/Jupiter)
  - B: 燿 (摩天楼オペラ)
  - Dr: HIROKI (D)
9. Perfume Of Violence (作詞:MORRIE/作曲:TAKAHIRO) 『DEAD LINE』収録 – 4:24
  - Vo: BAKI (GASTUNK/MOSQUITO SPIRAL)
  - G: Marty Friedman (ex.メガデス)
  - B: Luna (Eins:Vier/RaFF-CuSS/R2Y+J リリィ・ジョーカー)
  - Dr: YUKI (ex.Versailles/Jupiter)
  - Key: 都啓一 (SOPHIA/Rayflower)
10. Blind Boy Project/cali≠gari (作詞:MORRIE/作曲:YOU) 『shámbara』収録 – 4:24
  - Vo: 石井秀仁
  - G: 桜井青
  - B: 村井研次郎
  - Dr: 武井誠
  - プロデュース/アレンジ:cali≠gari
11. Sacrifice Of The Vision (作詞:MORRIE/作曲:TAKAHIRO) 『DEAD LINE』収録 – 5:02
  - Vo: aki (ex.Laputa)
  - G: 千聖 (PENICILLIN/Crack 6)
  - B: IKUO (BULL ZEICHEN 88/Rayflower)
  - Dr: LEVIN (La'crima Christi)
  - Key: kiyo (Janne Da Arc)
12. 冥合/BORIS (作詞:MORRIE/作曲:YOU) 『METAMORPHOSIS』収録 – 11:31
  - Vo,G,B: Takeshi
  - G,Echo: Wata
  - Vo,Dr,Perc: Atsuo
  - プロデュース: BORIS
  - サウンド・プロデュース: 成田忍 (4-D mode1)

## リンク
- DEAD END Tribute –SONG OF LUNATICS–特設サイト